# Neriene coosa
Neriene coosa là một loài nhện trong họ Linyphiidae.
Loài này thuộc chi Neriene. Neriene coosa được Willis J. Gertsch miêu tả năm 1951.